# Кегерский сельсовет
Кегерский сельсовет  — административно-территориальная единица и муниципальное образование со статусом сельского поселения в Гунибском районе Дагестана Российской Федерации.
Административный центр — село Кегер.

## Название
Аварское слово «Кӏигьуриб» в переводе на русский язык означает «место, обдуваемое с двух сторон ветрами».

## География
Село расположено в междуречье Каракойсу и Казикумухского койсу на Кегерском нагорье. Примерно посередине нагорья располагается каньон, в котором располагаются две пещеры длиной около 20—25 метров.
Село расположено на высоте 1550 метров.

## История
Примерно в 14-15 веках кегерцы приняли ислам. В XIX веке здесь было 4 мечети и медресе. В начале XIX века после эпидемии чумы в Кегер переселились оставшиеся в живых жители близлежащих сёл.
Во время похода Надир-шаха на Дагестан, жители села в составе андалальского войска участвовали в отражении персидских войск. В селе также есть холм, который дословно переводится как «холм, где разгромили иранцев» (къажарал гъурараб гухI). Жители села участвовали и в освободительной борьбе горцев под руководством имама Шамиля.
До 1913 года с. Кегер входило в состав сельских обществ Андалалского участка Гунибского округа. Сельсовет образован в июле 1927 года, а в ноябре 1928 года он вошел в состав Гунибского района. В декабре 1998 года в составе сельсовета зарегистрировано село «Нижний Кегер». В 2004 году в с. Кегер было 176 хозяйств с 715 жителями, а в с. Нижний Кегер — 68 хозяйств с 198 жителями.
С давних времен кегерцы славятся мастерами по изготовлению нагаек и кнутов, которые они продавали по всему Дагестану и в некоторых городах России.
В 1926 году в селе создан первый колхоз. Председателем колхоза был избран Магомедов Исрапила, репрессированный в 1937 году. В 1930 году была закрыта сельская мечеть. Во время Великой Отечественной войны 142 кегерца отправились на фронт и 81 из них не вернулись. В 1951 году в село провели электричество, а через 15 лет на территории села построили телеретрансляционную вышку. В 1949 году в здании бывшего медресе открыли фельдшерско-акушерский пункт, который с 1978 года функционирует в помещениях старой школы.
Статус и границы сельского поселения установлены Законом Республики Дагестан от 13 января 2005 года № 6 «О статусе и границах муниципальных образований Республики Дагестан».

## Население
| 2002  | 2010 | 2012 | 2013 | 2014  | 2015  | 2016  |
| ----- | ---- | ---- | ---- | ----- | ----- | ----- |
| 936   | ↘802 | ↗804 | ↘796 | ↗809  | ↘798  | ↗807  |
| 2017  | 2018 | 2019 | 2020 | 2021  | 2021  | 2024  |
| ↗819  | ↗833 | ↗844 | ↗858 | ↗1071 | ↘1070 | →1070 |
| 2025  |      |      |      |       |       |       |
| ↗1073 |      |      |      |       |       |       |

## Состав
| № | Населённый пункт | Тип населённого пункта       | Население |
| - | ---------------- | ---------------------------- | --------- |
| 1 | Кегер            | село, административный центр | ↗793      |
| 2 | Нижний Кегер     | село                         | ↗277      |